# Eressa blanchardi
Eressa blanchardi är en fjärilsart som beskrevs av Gustave Arthur Poujade. Eressa blanchardi ingår i släktet Eressa och familjen björnspinnare. Inga underarter finns listade i Catalogue of Life.